# Pas de Soulombrie
Le pas de Soulombrie (911 m) est un col routier des Pyrénées dans le département de l'Ariège, sur la commune de Cazenave-Serres-et-Allens, près de Tarascon-sur-Ariège. Il est emprunté par la route des cols.

## Accès
Il se situe sur la route départementale 20, petite route de cimes dite « route des corniches », au-dessus et relativement parallèle à la vallée de l'Ariège, dans le terroir historique du Sabarthès. On y accède depuis Tarascon-sur-Ariège en allant au nord en direction de Bompas par l'avenue Victor Pilhes ou depuis Mercus-Garrabet en longeant l'Ariège vers le sud et Bompas par l'avenue Joliot-Curie. Plus haut dans la vallée, on peut rejoindre le col depuis le bourg des Cabannes en allant au nord à Verdun puis en grimpant la route des Côtes.

## Topographie
La montée depuis Bompas est longue de 9,5 km avec un dénivelé de 433 m et une pente moyenne de 4,56 %.
La montée depuis Cabannes est longue de 7 km avec un dénivelé de 376 m et une pente moyenne de 5,37 %.

## Escalade
Depuis la route des Corniches (D20), on accède aux falaises équipées de l'aiguille de Soulombrie et de Tilleul menthe.

## Cyclisme
La 3e étape de la Route d'Occitanie 2018 (ex route du Sud), partie de Prat-Bonrepaux le 16 juin 2018 pour arriver aux Monts d'Olmes, a emprunté le pas de Soulombrie.